# Philip Bailey
Philip "Phil" Bailey (Denver, Colorado, 8 de mayo de 1951) es un cantante, músico, compositor y productor discográfico estadounidense, de diversos géneros, como R&B, soul, gospel, funk y rock. Se le conoce por ser miembro, junto a Maurice White, del grupo de música pop y soul Earth, Wind & Fire.

## Biografía
Bailey nació y creció en Denver, Colorado. Asistió a East High School en Denver y se graduó en 1969. Antes de Earth, Wind & Fire; estuvo en una banda de R&B local llamada Friends & Love. Algunas de las primeras influencias de Bailey fueron músicos de jazz como Miles Davis, John Coltrane y Max Roach, artistas del sonido Motown, entre ellos Stevie Wonder y también fue influenciado en gran medida por cantantes como Sarah Vaughan y Dionne Warwick.
Bailey se destaca por su rango vocal de cuatro octavas y registro de falsete característico, Bailey ha ganado siete premios Grammy. Fue incluido en el Salón de la Fama del Rock and Roll como miembro de Earth, Wind & Fire. Bailey también fue incluido en el Salón de la Fama de los Compositores por su trabajo con la banda.
Bailey ha lanzado varios álbumes en solitario. Chinese Wall editado en 1985, que recibió una nominación al Premio Grammy, en la categoría de Mejor cantante masculino de R&B, que contiene el éxito «Easy Lover» a dúo con el cantante británico Phil Collins.  «Easy Lover» ganó un MTV Video Music Award al mejor rendimiento global en un vídeo en 1985 y fue nominado para el Grammy a la Mejor Premio Grammy a la mejor interpretación pop vocal por un dúo o grupo.